# Joanis Raisis
Joanis Raisis (gr. Ιωάννης Ραϊσις, ur. XIX wieku, zm. w XX wieku) – grecki szermierz, dwukrotny medalista olimpijski.
Wystąpił na olimpiadzie letniej w Atenach w 1906 roku, gdzie zdobył dwa medale. W rywalizacji zawodowców w szpadzie był trzeci, wyprzedzili go Belg Cyrille Verbrugge i Włoch Carlo Gandini. W zawodach tych wystartowało tylko trzech zawodników. Następnie zdobył srebrny medal za Verbrugge w szabli zawodowców. W rywalizacji tej wystąpiło tylko dwóch zawodników. Były to jego jedyne starty olimpijskie.